# Mi soledad tiene alas
Mi soledad tiene alas es una película española de 2023 del género dramático dirigida por Mario Casas y con guion del actor junto a Déborah François. Está protagonizada por su hermano Óscar Casas, junto a los jóvenes actores debutantes Candela González y Farid Bechara.

## Sinopsis
En un barrio a las afueras de Barcelona, Dan (Óscar Casas) y sus dos amigos, Vio (Candela González) y Reno (Farid Bechara), viven sin pensar en el futuro, entre fiestas, peleas y robando en joyerías. Detrás de su apariencia de pequeño delincuente, Dan esconde un artista con talento, y una sensibilidad distinta al mundo que le rodea. La reaparición de su padre, tras salir de la cárcel, despierta los viejos demonios de Dan, sumergiéndolo en una espiral de violencia que le obliga a huir y pone a prueba la amistad entre los tres amigos.

## Reparto
- Óscar Casas como Dan
- Candela González como Vio
- Farid Bechara como Reno
- Francisco Boira como Padre de Dan
- Gerard Oms como Cura
- Rebeca Aliena como Francesca